# أحمد عساف (سياسي فلسطيني)
أحمد نجيب محمد عساف (5 أغسطس 1974) سياسي ووزير فلسطيني، يشغل منذ 8 يناير 2016 منصب الوزير المُشرف العام لهيئة الإذاعة والتلفزيون الفلسطينية ورئيس وكالة الأنباء والمعلومات الفلسطينية "وفا"، وعضو المجلس المركزي الفلسطيني.

## سيرته
وُلِدَ أحمد عساف بتاريخ 5 أغسطس 1974 في بلدة عرابة جنوب غرب جنين، وهو حاصل على درجة البكالوريوس في الإدارة والاقتصاد وعلى درجة الماجستير في الدراسات العربية.
شغل عدة مواقع قيادية مُختلفة في حركة التحرير الوطني الفلسطيني- فتح منها متحدثًا رسميًا باسم الحركة، كما عمل مشرفًا لإذاعة "موطني" الفلسطينية وفضائية عودة.
كلفه الرئيس الفلسطيني محمود عباس بتاريخ 8 يناير 2016 بمنصب المُشرف العام للهيئة العامة للإذاعة والتلفزيون الفلسطينية ورئيسًا لوكالة الأنباء والمعلومات الفلسطينية "وفا" وذلك خلفًا لرياض الحسن، وفي 6 سبتمبر 2017 مُنِحَ درجة وزير لهذا المنصب.
في 10 فبراير 2016 كلفه الرئيس الفلسطيني محمود عباس برئاسة المؤسسة الفلسطينية للأقمار الصناعية (PALSAT)، وفي 12 أكتوبر 2016 أصدر الرئيس الفلسطيني محمود عباس قرارًا يقضي بتكليفه رئيسًا لمجلس إدارة صحيفة الحياة الجديدة الفلسطينية.
وفي 10 فبراير 2020 عاد الرئيس الفلسطيني محمود عباس وكلفه مجددًا بمنصب رئيس المؤسسة الفلسطينية للأقمار الصناعية (PALSAT) إلى هذا اليوم.
في 6 فبراير 2022 أصبح عضوًا في المجلس المركزي الفلسطيني في منظمة التحرير الفلسطينية ضمن دورة المجلس الحادية والثلاثين، وهو رئيس مجلس إدارة مؤسسة زياد أبو عين.
في 2 أبريل 2024، شَكَلَ الرئيس محمود عباس مجلس إدارة المؤسسة الوطنية لتوثيق تاريخ فلسطين وحفظ الذاكرة والتي تأسست في 1 فبراير 2024، وعينه عضوًا فيه.

## وصلات خارجية
- سيرة أحمد عساف